# Hyperolius benguellensis
Espèce
Synonymes
- Rappia benguellensis  Bocage, 1893
- Rappia oxyrhynchus Boulenger, 1901
- Hyperolius oxyrhynchus (Boulenger, 1901)

Statut de conservation UICN

 LC  : Préoccupation mineure
Hyperolius benguellensis est une espèce d'amphibiens de la famille des Hyperoliidae.

## Répartition
Cette espèce se rencontre :
- dans le sud de l'Angola ;
- dans le nord de la Namibie ;
- dans la province de Katanga dans le sud de la République démocratique du Congo ;

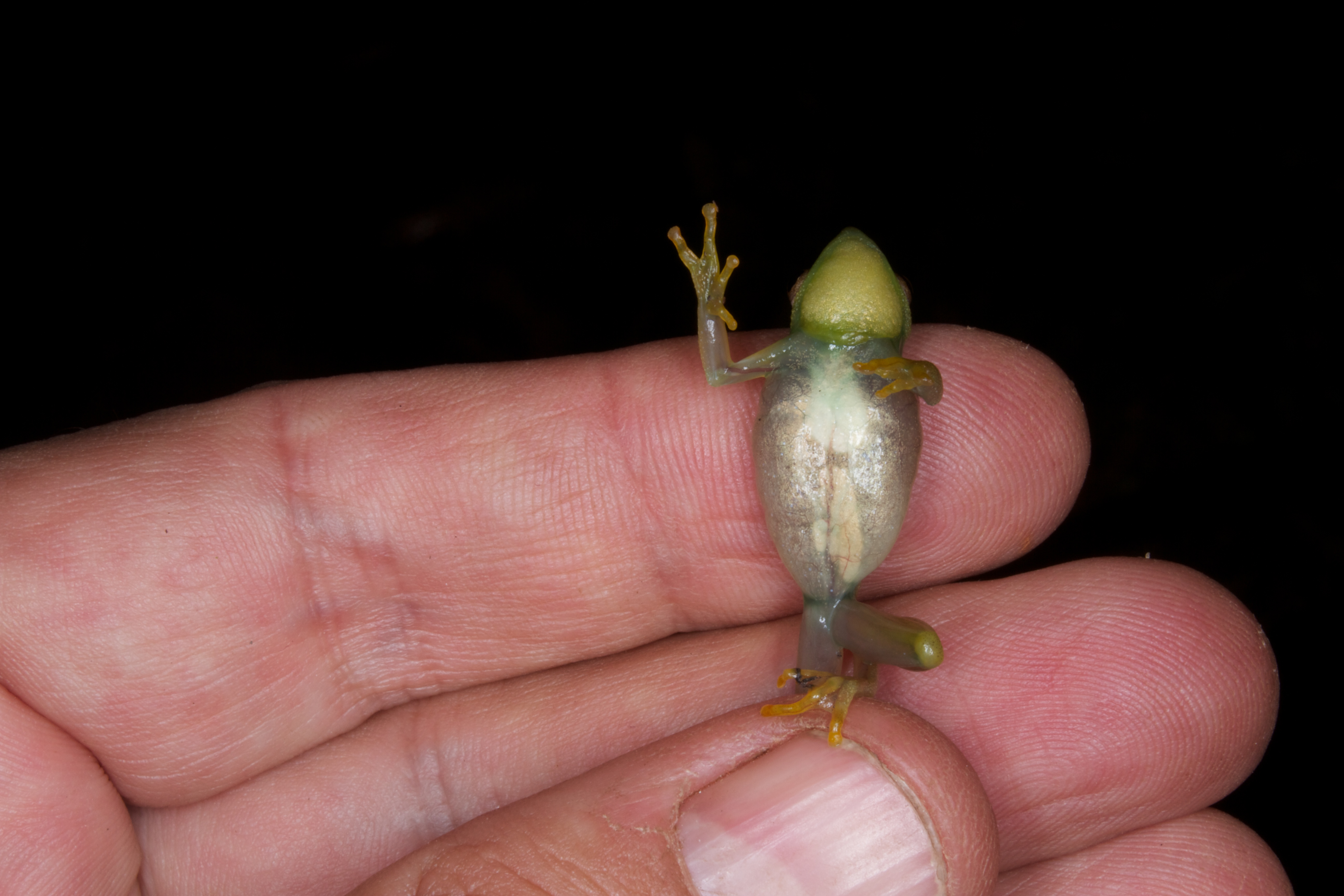

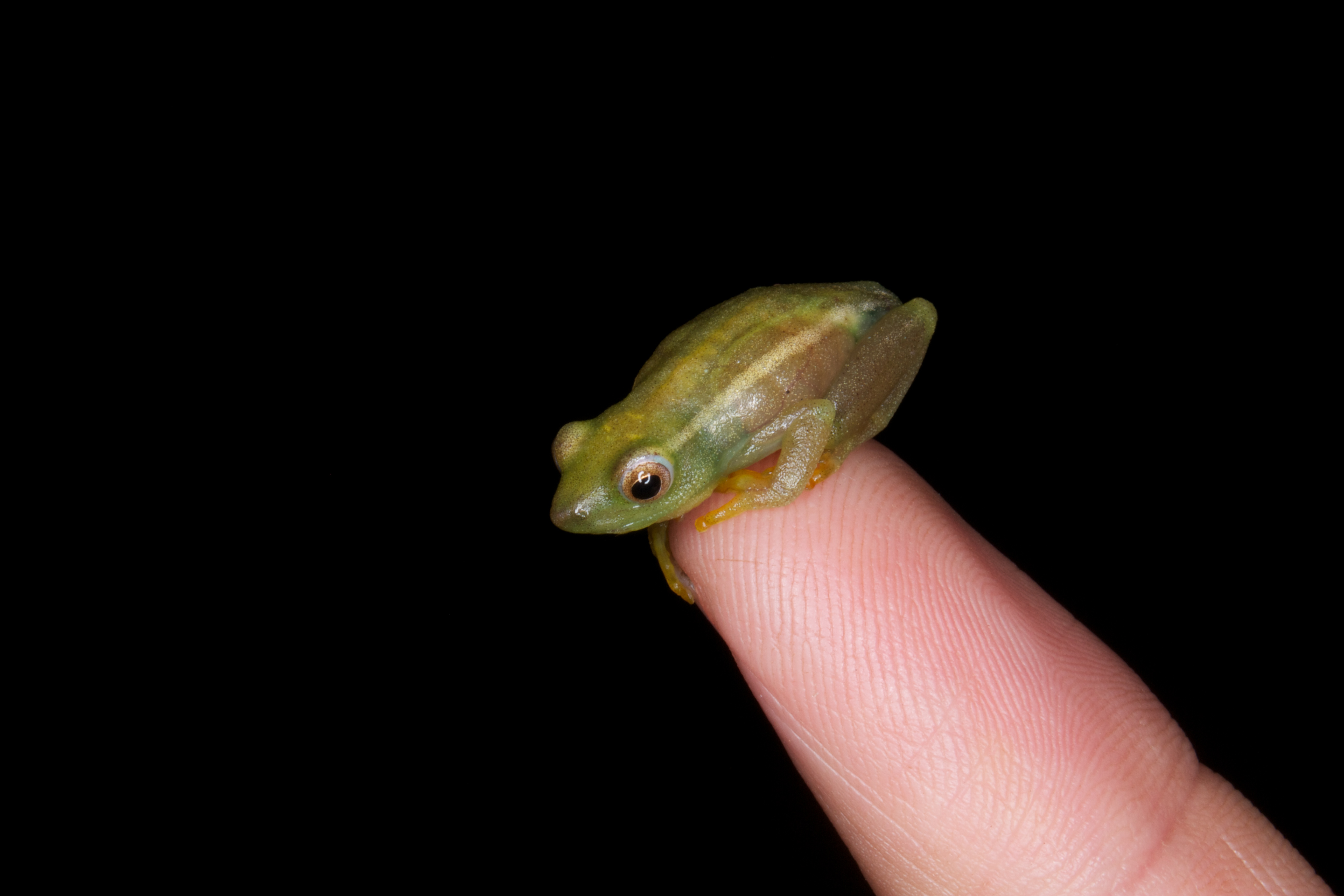

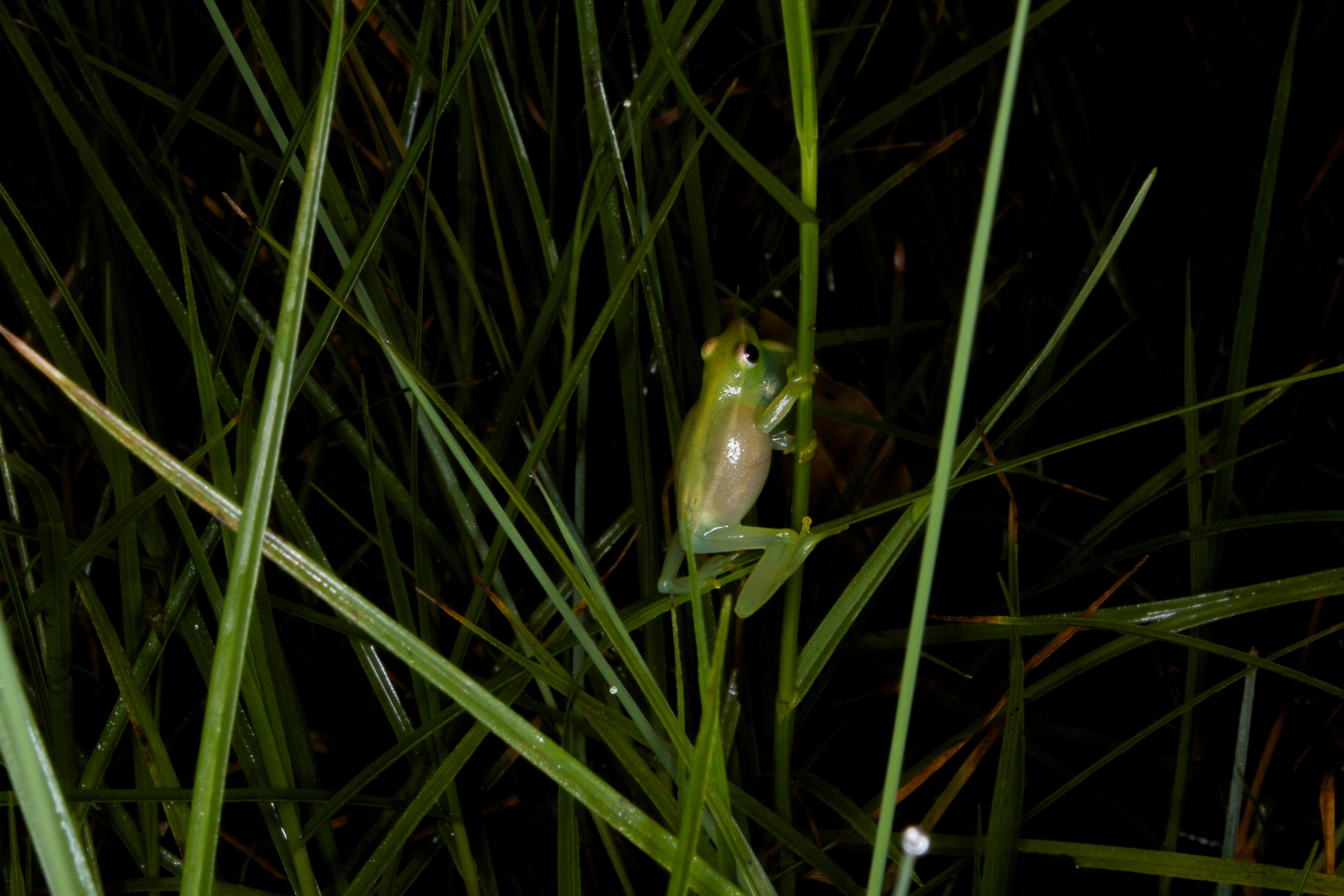

- dans le nord du Botswana.

## Étymologie
Son nom d'espèce, composé de benguell[a] et du suffixe latin -ensis, « qui vit dans, qui habite », lui a été donné en référence au lieu de sa découverte, Caota dans la province de Benguela en Angola.

## Publications originales
- Bocage, 1893 : Diagnoses de quelques nouvelles espèces de reptiles et batraciens d'Angola. Jornal de Sciências, Mathemáticas, Physicas e Naturaes, Lisbõa, sér. 2, vol. 3, p. 115-121 (texte intégral).
- Boulenger, 1901 : Batraciens nouveaux. Annales du Musée Royal du Congo Belge, Sciences Zoologiques, Tervuren, vol. 2, p. 1-14.